# Soplones
Mouchards
L'eau-forte Soplones (en français Mouchards) est une gravure de la série Los caprichos du peintre espagnol Francisco de Goya. Elle porte le numéro 48 dans la série des 80 gravures. Elle a été publiée en 1799.

## Interprétations de la gravure
Il existe divers manuscrits contemporains qui expliquent les planches des Caprichos. Celui qui se trouve au Musée du Prado est considéré comme un autographe de Goya, mais semble plutôt chercher à dissimuler et à trouver un sens moralisateur qui masque le sens plus risqué pour l'auteur. Deux autres, celui qui appartient à Ayala et celui qui se trouve à la Bibliothèque nationale, soulignent la signification plus décapante des planches.
- Explication de cette gravure dans le manuscrit du Musée du Prado :
Los Brujos soplones son los más fastidiosos de toda la Brujería y los menos inteligentes en aquel arte. Si supieran algo no se meterían a soplones.
(Les sorciers mouchards sont les plus fastidieux de toute la sorcellerie et les moins intelligents dans ce domaine. S'ils savaient quelque chose, ils ne deviendraient pas mouchards)[3].

- Manuscrit de Ayala :
Confesión auricular. Los brujos soplones son los más fastidiosos de toda la brujería
(Confession auriculaire. Les sorciers mouchards sont les plus fastidieux de toute la sorcellerie)[3].

- Manuscrit de la Bibliothèque nationale :
La confesión auricular no sirve más que para llenar los oídos de los frailes de suciedades, obscenidades y porquerías.
(La confession auriculaire ne sert qu'à remplir les oreilles des frèrees de saletés, obscénités et porcheries)[3].

## Technique de la gravure

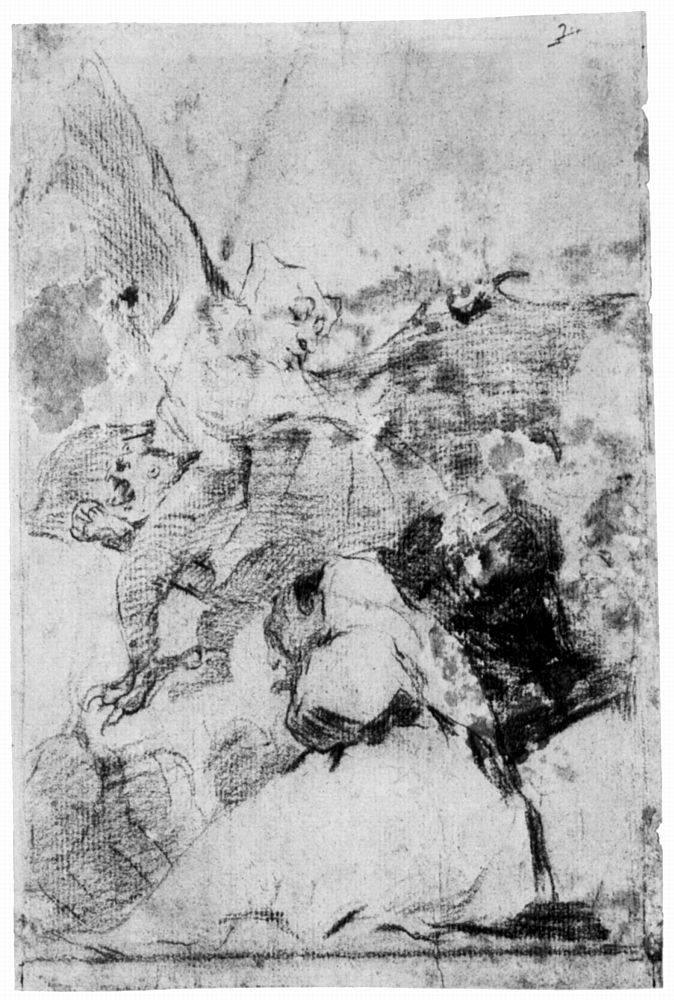
Dessin préparatoire.

L'estampe mesure 205 × 149 mm sur une feuille de papier de 306 × 201 mm.
Goya a utilisé l'eau-forte et l'aquatinte.
Le dessin préparatoire est à la sanguine. Dans le coin supérieur droit, au crayon est écrit « 20 » barré couvert d'une tache. Dans le coin inférieur gauche du support, au crayon est écrit « 40 ». Le dessin préparatoire mesure 201 × 137 mm.

## Catalogue
- Numéro de catalogue G02136 de l'estampe au Musée du Prado.
- Numéro de catalogue D04383 du dessin préparatoire au Musée du Prado.